# Åcon

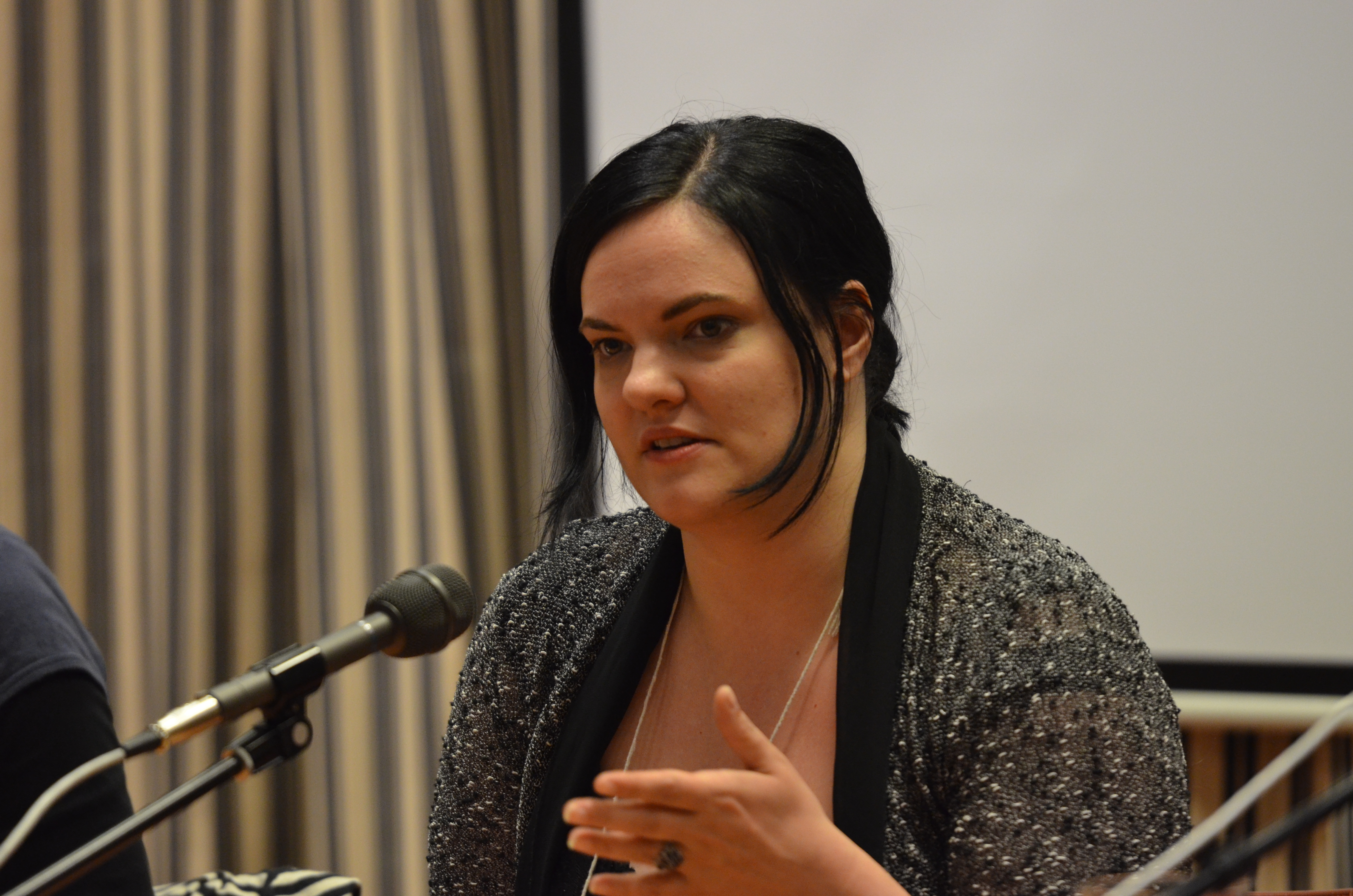
La escritora de ciencia ficción y fantasía Catherynne M. Valente en Åcon 5, 2012.

Åcon es una convención de ciencia ficción que se realiza anualmente durante los meses de mayo o junio en Mariehamn, Åland. Fue fundada en el año 2007 con el objetivo principal de reunir al fandom finés y sueco; es descrita como una relaxacon literaria con un programa eminentemente realizado en inglés, teniendo entre sus participantes no solo a fandom de origen alandés, sino que también (y en su mayoría) a fandom proveniente de Finlandia y Suecia.
Dentro de los invitados de honor participantes se cuentan escritores tales como Hal Duncan, Ian McDonald, Steph Swainston y Geoff Ryman.